# Neoplecostominae
Die Neoplecostominae sind eine der sieben Unterfamilien der Harnischwelse (Loricariidae). Das Verbreitungsgebiet liegt im südöstlichen Brasilien und umfasst die küstennahen Flüsse, die südlich des Stromgebietes des Rio São Francisco ins Meer münden.

## Merkmale
Die Arten der Neoplecostominae werden 4 bis 17 cm lang und besitzen eine typische Harnischwelsgestalt mit einem langgestreckten, abgeflachten Körper und einem flachen, mit einem Saugmaul versehenen Kopf. Charakteristisch für die Unterfamilie sind ein verbreiteter Bauchflossenstachel (nicht bei Hemipsilichthys bahianus) und der Verlust der Bauchpanzerung (nicht bei den Gattungen Isbrueckerichthys und Neoplecostomus). Die Arten der Neoplecostominae haben einen ähnlichen Lebensraum wie die der Gattung Chaetostoma aus der Unterfamilie Ancistrinae, nämlich schnell strömende Gewässer in bergigen Gegenden und ähneln diesen deshalb in ihrer äußeren Gestalt (konvergente Evolution). Chaetostoma kommt aber nur in den Anden und bei einigen Tepuis im Bergland von Guayana vor, während die Neoplecostominae in Südostbrasilien leben.
Meist sind die Neoplecostominae dunkelbraun gefärbt und zeigen Flecken oder sattelförmige Markierungen. Mit Ausnahme einiger tief eingebetteter Knochenplatten bei den Gattungen Isbrueckerichthys und Neoplecostomus ist der Bauch ungepanzert. Vor der Rückenflosse zählt man vier oder mehr Knochenplatten, auf dem Schwanzstiel befindet sich eine Knochenplattenreihe (Ausnahmen sind Isbrueckerichthys und eine unbeschriebene Hemipsilichthys-Art, die fünf oder mehr Knochenplattenreihe besitzen). Im Unterschied zu Chaetostoma fehlen den Neoplecostominae die Odontode auf den „Wangen“.

## Gattungen und Arten
Zu den Neoplecostominae zählen sieben Gattungen und etwa 45 Arten:
- Hirtella Pereira et al., 2014
  - Hirtella carinata Pereira et al., 2014
- Isbrueckerichthys Derijst, 1996
  - Isbrueckerichthys alipionis (Gosline, 1947)
  - Isbrueckerichthys calvus Jerep, Shibatta, Pereira & Oyakawa, 2006
  - Isbrueckerichthys duseni (Miranda-Ribeiro, 1907)
  - Isbrueckerichthys epakmos Pereira & Oyakawa, 2003
  - Isbrueckerichthys saxicola Jerep, Shibatta, Pereira & Oyakawa, 2006
- Kronichthys
  - Kronichthys heylandi (Boulenger, 1900)
  - Kronichthys lacerta (Nichols, 1919)
  - Kronichthys subteres Miranda-Ribeiro, 1908
- Microplecostomus Silva et al., 2016
  - Microplecostomus forestii Silva et al., 2016
- Neoplecostomus
  - Neoplecostomus bandeirante Roxo, Oliveira & Zawadzki, 2012
  - Neoplecostomus botucatu Roxo, Oliveira & Zawadzki, 2012
  - Neoplecostomus corumba Zawadzki, Pavanelli & Langeani, 2008
  - Neoplecostomus doceensis Roxo, Silva, Zawadzki & Oliveira, 2014
  - Neoplecostomus espiritosantensis Langeani, 1990
  - Neoplecostomus franciscoensis Langeani, 1990
  - Neoplecostomus granosus (Valenciennes, 1840)
  - Neoplecostomus jaguari Andrade & Langeani, 2014
  - Neoplecostomus langeanii Roxo, Oliveira & Zawadzki, 2012
  - Neoplecostomus microps (Steindachner, 1877)
  - Neoplecostomus paranensis Langeani, 1990
  - Neoplecostomus ribeirensis Langeani, 1990
  - Neoplecostomus selenae Zawadzki, Pavanelli & Langeani, 2008
  - Neoplecostomus variipictus Bizerril, 1995
  - Neoplecostomus yapo Zawadzki, Pavanelli & Langeani, 2008
- Pareiorhaphis
  - Pareiorhaphis azygolechis (Pereira & Reis, 2002)
  - Pareiorhaphis bahianus (Gosline, 1947)
  - Pareiorhaphis cameroni (Steindachner, 1907)
  - Pareiorhaphis cerosus (Miranda-Ribeiro, 1951)
  - Pareiorhaphis eurycephalus (Pereira & Reis, 2002)
  - Pareiorhaphis garbei (Ihering, 1911)
  - Pareiorhaphis hypselurus (Pereira & Reis, 2002)
  - Pareiorhaphis hystrix (Pereira & Reis, 2002)
  - Pareiorhaphis mutuca (Oliveira & Oyakawa, 1999)
  - Pareiorhaphis nasuta Pereira, Vieira & Reis, 2007
  - Pareiorhaphis nudulus (Reis & Pereira, 1999)
  - Pareiorhaphis parmula Pereira, 2005
  - Pareiorhaphis proskynita Pereira & Britto, 2012
  - Pareiorhaphis regani (Giltay, 1936)
  - Pareiorhaphis ruschii Pereira, Lehmann A. & Reis, 2012
  - Pareiorhaphis scutula Pereira, Vieira & Reis, 2010
  - Pareiorhaphis splendens (Bizerril, 1995)
  - Pareiorhaphis steindachneri (Miranda-Ribeiro, 1918)
  - Pareiorhaphis stephanus (Oliveira & Oyakawa, 1999)
  - Pareiorhaphis stomias (Pereira & Reis, 2002)
  - Pareiorhaphis vestigipinnis (Pereira & Reis, 1992)
  - Pareiorhaphis vetula Pereira, Lehmann & Reis, 2016
- Pareiorhina
  - Pareiorhina brachyrhyncha Chamon, Aranda & Buckup, 2005
  - Pareiorhina carrancas Bockmann & Ribeiro, 2003
  - Pareiorhina cepta Roxo, Silva, Mehanna & Oliveira, 2012
  - Pareiorhina hyptiorhachis Silva, Roxo & Oliveira, 2013
  - Pareiorhina pelicicei  Azevedo-Santos & Roxo, 2015
  - Pareiorhina rudolphi (Miranda-Ribeiro, 1911)
- Pseudotocinclus Nichols, 1919
  - Pseudotocinclus juquiae Takako, Oliveira & Oyakawa, 2005
  - Pseudotocinclus parahybae Takako, Oliveira & Oyakawa, 2005
  - Pseudotocinclus tietensis (Ihering, 1907)